# بهيجة خانم أفندي
بهيجة خانم أفندي (بالتركية العثمانية: بھیجه خانم افندی، وبالتركية الحديثة: Behice Hanımefendi) ـ (10 أكتوبر 1882 ـ 22 أكتوبر 1969) هي الزوجة الثانية للسلطان العثماني عبد الحميد الثاني. كانت من أسرة أرستقراطية أبخازية الأصل، واشتهرت بأنها كانت أكثر زوجات السلطان عبد الحميد الثاني إسرافًا وبذخًا، وتضاعفت نفقات القصر السلطاني في وجودها ثلاثة أضعاف في خمس سنوات.[بحاجة لمصدر]